# 第63回菊花賞
第63回菊花賞（だい63かいきっかしょう）は、2002年10月20日に京都競馬場で施行された競馬競走である。10番人気のヒシミラクルが優勝した。

## レース施行時の状況
同年の牡馬クラシック戦線は混戦状態だったが、そこから一歩抜け出したのはノーリーズンだった。ノーリーズンはトライアルの神戸新聞杯で東京優駿2着のシンボリクリスエスに敗れたものの、シンボリクリスエスは菊花賞ではなく天皇賞（秋）に回った為、骨折からの復活が期待され1番人気に支持された。
他には、ラジオたんぱ杯2歳ステークス3着後、骨折で長期休養を強いられ、休み明けのセントライト記念で2着に入ったアドマイヤマックス、東京優駿・神戸新聞杯4着のメガスターダム、宝塚記念3着のローエングリン、前年の2歳王者で札幌記念4着のアドマイヤドン、セントライト記念の勝ち馬バランスオブゲームなどが有力馬に挙げられた。

### トライアルの結果
第50回神戸新聞杯
| 着順 | 競走馬名           | 性齢 | 騎手     | タイム | 着差     |
| ---- | ------------------ | ---- | -------- | ------ | -------- |
| 1    | シンボリクリスエス | 牡3  | 岡部幸雄 | 1.59.1 |          |
| 2    | ノーリーズン       | 牡3  | 武豊     | 1.59.5 | 2馬身1/2 |
| 3    | ナムラサンクス     | 牡3  | 橋本美純 | 1.59.8 | 2馬身    |

第56回セントライト記念
| 着順 | 競走馬名           | 性齢 | 騎手     | タイム | 着差     |
| ---- | ------------------ | ---- | -------- | ------ | -------- |
| 1    | バランスオブゲーム | 牡3  | 田中勝春 | 2.12.9 |          |
| 2    | アドマイヤマックス | 牡3  | 後藤浩輝 | 2.13.1 | 1馬身1/2 |
| 3    | マイネルアムンゼン | 牡3  | 嘉藤貴行 | 2.13.2 | 1/2馬身  |

## 出走馬と枠順
ダービー馬のタニノギムレットが故障で回避、シンボリクリスエスが天皇賞（秋）へ路線変更等、有力馬の回避があった。
| 枠番 | 馬番 | 競走馬名           | 性齢 | 騎手     | オッズ        | 調教師     |
| ---- | ---- | ------------------ | ---- | -------- | ------------- | ---------- |
| 1    | 1    | ナムラサンクス     | 牡3  | 橋本美純 | 80.1（14人）  | 松永善晴   |
| 1    | 2    | ヒシミラクル       | 牡3  | 角田晃一 | 36.6（10人）  | 佐山優     |
| 2    | 3    | アドマイヤドン     | 牡3  | 藤田伸二 | 11.4（5人）   | 松田博資   |
| 2    | 4    | ダイタクフラッグ   | 牡3  | 太宰啓介 | 122.3（17人） | 鹿戸明     |
| 3    | 5    | キーボランチ       | 牡3  | 熊沢重文 | 130.5（18人） | 宮徹       |
| 3    | 6    | ノーリーズン       | 牡3  | 武豊     | 2.5（1人）    | 池江泰郎   |
| 4    | 7    | ファストタテヤマ   | 牡3  | 安田康彦 | 91.3（16人）  | 安田伊佐夫 |
| 4    | 8    | ダンツシェイク     | 牡3  | 河内洋   | 22.6（9人）   | 山内研二   |
| 5    | 9    | レニングラード     | 牡3  | 池添謙一 | 19.7（8人）   | 音無秀孝   |
| 5    | 10   | ヤマノブリザード   | 牡3  | 柴田善臣 | 19.6（7人）   | 藤沢和雄   |
| 6    | 11   | タイガーカフェ     | 牡3  | 蛯名正義 | 38.8（11人）  | 小島太     |
| 6    | 12   | ローエングリン     | 牡3  | 岡部幸雄 | 9.1（4人）    | 伊藤正徳   |
| 7    | 13   | バンブーユベントス | 牡3  | 幸英明   | 73.9（13人）  | 田島良保   |
| 7    | 14   | メガスターダム     | 牡3  | 松永幹夫 | 9.1（3人）    | 山本正司   |
| 7    | 15   | シンデレラボーイ   | 牡3  | 福永祐一 | 86.5（15人）  | 中竹和也   |
| 8    | 16   | バランスオブゲーム | 牡3  | 田中勝春 | 14.1（6人）   | 宗像義忠   |
| 8    | 17   | マイネルアムンゼン | 牡3  | 嘉藤貴行 | 54.2（12人）  | 田中清隆   |
| 8    | 18   | アドマイヤマックス | 牡3  | 後藤浩輝 | 4.8（2人）    | 橋田満     |

## レース結果
| 着順 | 枠番 | 馬番 | 競走馬名           | タイム | 着差     |
| ---- | ---- | ---- | ------------------ | ------ | -------- |
| 1    | 1    | 2    | ヒシミラクル       | 3.05.9 |          |
| 2    | 4    | 7    | ファストタテヤマ   | 3.05.9 | ハナ     |
| 3    | 7    | 14   | メガスターダム     | 3.06.0 | 1/2馬身  |
| 4    | 2    | 3    | アドマイヤドン     | 3.06.4 | 2馬身1/2 |
| 5    | 8    | 16   | バランスオブゲーム | 3.06.5 | クビ     |
| 6    | 5    | 9    | レニングラード     | 3.06.6 | 3/4馬身  |
| 7    | 7    | 13   | バンブーユベントス | 3.06.7 | 3/4馬身  |
| 8    | 4    | 8    | ダンツシェイク     | 3.07.0 | 1馬身3/4 |
| 9    | 5    | 10   | ヤマノブリザード   | 3.07.2 | 1馬身1/4 |
| 10   | 1    | 1    | ナムラサンクス     | 3.07.4 | 1馬身1/2 |
| 11   | 8    | 18   | アドマイヤマックス | 3.08.1 | 4馬身    |
| 12   | 3    | 5    | キーボランチ       | 3.09.7 | 10馬身   |
| 13   | 6    | 11   | タイガーカフェ     | 3.10.1 | 2馬身1/2 |
| 14   | 8    | 17   | マイネルアムンゼン | 3.11.0 | 5馬身    |
| 15   | 7    | 15   | シンデレラボーイ   | 3.11.7 | 4馬身    |
| 16   | 6    | 12   | ローエングリン     | 3.13.8 | 大差     |
| 17   | 2    | 4    | ダイタクフラッグ   | 3.35.5 | 大差     |
| 中止 | 3    | 6    | ノーリーズン       |        |          |

### レース展開
スタート直後、1番人気ノーリーズン鞍上の武豊が落馬。これで110億円以上の馬券がわずか3完歩、１.5秒で露と消えた。1番人気の落馬という大波乱で始まったレースは、ローエングリンとダイタクフラッグが逃げる展開。人気のアドマイヤマックス、メガスターダムは後方待機策。3コーナーを曲がるとメガスターダムがまくり、先頭に躍り出る。そして2番手にヒシミラクルとヤマノブリザード。逃げたローエングリンは後退。直線に入ると、徐々にメガスターダムとヒシミラクルが抜け出し、ヒシミラクルが先頭に立ち勝負決したかと思われたが、大外からファストタテヤマが急追。2頭並んで入線した。勝ったのはヒシミラクルだった。

#### データ
| 1000m通過タイム     | 58.3秒（ローエングリン）   |
| 2000m通過タイム     | 124.7秒（ローエングリン）  |
| 上がり4ハロン       | 48.0秒                     |
| 上がり3ハロン       | 35.4秒                     |
| 優勝馬上がり3ハロン | 35.2秒                     |
| 最速上がり3ハロン   | 34.8秒（ファストタテヤマ） |

### 払戻
| 単勝式 | 2      | 3660円   |
| 複勝式 | 2      | 880円    |
| 複勝式 | 7      | 2250円   |
| 複勝式 | 14     | 330円    |
| 枠連   | 1-4    | 8390円   |
| 馬連   | 2-7    | 96070円  |
| ワイド | 2-7    | 20170円  |
| ワイド | 2-14   | 3680円   |
| ワイド | 7-14   | 12170円  |
| 馬単   | 2-7    | 182540円 |
| 3連複  | 2-7-14 | 344630円 |

## テレビ・ラジオ実況
本レースのテレビ・ラジオ放送の実況担当者
- 日本放送協会（NHK）
  - 実況：藤井康生
  - 解説：坂口正大（調教師）
- ラジオたんぱ（現：ラジオNIKKEI）
  - 実況：藤田直樹

- 関西テレビ
  - 実況：馬場鉄志
  - 解説：大坪元雄（競馬評論家）
  - ゲスト：橋口弘次郎（調教師）
  - ゲート前リポーター：岡安譲
  - 勝利ジョッキーインタビュー：石巻ゆうすけ

- KBS京都
  - 実況：澤竹博之
- MBS『みんなの競馬』
  - 実況：仙田和吉

## 達成された記録
- 角田晃一騎手は菊花賞初制覇。GI8勝目。
- 佐山優調教師は1995年スプリンターズステークス以来GI2勝目。クラシック初勝利。

## レースにまつわるエピソード
- 大きく離れた17着のダイタクフラッグは鼻出血を発症していた。
- サッカーボーイ産駒は1999年のナリタトップロードに次ぐ菊花賞2勝目を挙げたが、サッカーボーイ自身はステイヤーではなく、マイルから中距離路線で活躍していた。
- 1番人気のノーリーズンが落馬した菊花賞当日から10日後の東海菊花賞では、2番人気と同じく人気を集めていた、安藤勝己騎乗のレジェンドハンターも落馬した。
- 当競走は芝3000mのレースであったが、出走馬の中にはこのレースの後に路線転向し大活躍を収めた馬も多い。アドマイヤドンは当競走から中1週で出走したJBCクラシック圧勝をきっかけにダート路線の頂点に上り詰め、アドマイヤマックスはマイル・短距離路線に転向、2005年の高松宮記念を勝つに至った。他にもGII最多勝記録を更新することになるバランスオブゲームや、8歳で重賞やオープン特別で勝ち鞍を挙げ、息の長い活躍を続けるローエングリン・ファストタテヤマ・タイガーカフェ等がいた。